# Esperança Nova
Esperança Nova é um município brasileiro do estado do Paraná, com uma população estimada pelo IBGE em 2010 de 1.970 habitantes. Localizado no noroeste do estado, possui uma área de 138,56 km². Tem como sua principal fonte de renda a pecuária leiteira.

## História
A região começou a ser explorada em 1896 por uma colônia de aproximadamente 250 ingleses, que tinham acabado de chegar no estado do Paraná. Em 1898, deixaram a região por que não tinham obtido muito lucro com o gado e plantações. Em 1912 uma tropa vinda do sul do Estado, colonizou Nova Esperança, que nessa época recebeu o nome de Niova Terra. Os Tropeiros também deixaram a região pelo mesmo motivo que os ingleses, por não terem obtido lucro com as terras.
Em 1960, a área onde está localizado o Município de Esperança Nova era coberta de mata fechada e atraiu os colonizadores pela diversidade de madeira e solo fértil. Estes pioneiros foram: Manuel Alvino de Oliveira Filho, Napoleão Geraldo Teixeira, Valdemar Miranda, Ivo Lugli e Arlindo Rocha Ribeiro, Ângelo Vigo, dentre outros.
O distrito de Boa Esperança foi oficialmente criado no ano de 1960, mas somente em 28 de maio de 1995 foi realizado o plebiscito, quando a população decidiu pela criação do município de Esperança Nova; resultado esse homologado pelo Tribunal Regional Eleitoral. Somente em 21 de dezembro de 1995, de acordo com Lei nº 11.259, criou-se o Município de Esperança Nova, desmembrado de Pérola. Mas a instalação Oficial deu-se em 1 de janeiro de 1997. O nome do Município de Esperança Nova foi escolhido pelo Padre Antônio Antunes dos Santos.

## Geografia

### Localização
O município está localizado na Região Noroeste do Paraná, tendo como municípios limítrofes, a norte Xambrê,a sul São Jorge do Patrocínio, a leste Alto Paraíso e a oeste Pérola.

## Infraestrutura

### Transporte
O município está servido apenas por uma rodovia, a PR-587, que liga (sentido oeste) a São Jorge do Patrocínio e (sentido leste) a Pérola.